# Benoîte
Geum
Pour les articles homonymes, voir Benoît.
Genre
Geum, les Benoîtes ou Benoites, est un genre de plantes à fleurs de la famille des Rosaceae.
Ce sont des plantes herbacées vivaces.
Les feuilles sont pennées, les fleurs sont solitaires ou en grappes ramifiées. Les fruits secs comportent un grand nombre d'akènes plumeux ou crochus.
On en compte une quarantaine d'espèces dans les régions tempérées et dans les régions arctiques.
La Benoîte commune, Geum urbanum, possède des propriétés médicinales. La Benoîte est inscrite à la pharmacopée française.

## Phytonymie
Geum « désignait probablement la plante en latin, peut-être par dérivation du grec geuô, faire goûter, par allusion au parfum de clou de girofle des racines ». Au Moyen Âge, elle était appelée herba benedicta, « herbe bénite », en référence aux merveilleuses propriétés médicinales qu'on attribuait à la Benoîte commune, puis par assimilation herbe de saint Benoît, un saint à l'origine de l'ordre des Bénédictins, invoqué contre les brûlures et pour faire échec au démon.

## Espèces

### Principales espèces
- Geum chiloense Balb. ex Ser
- Geum coccineum - Benoîte orangée
- Geum heterocarpum Boiss. - Benoîte à fruits variables
- Geum hispidum (pt) Fr. - Benoîte hispide
- Geum laciniatum Murray - Benoîte laciniée
- Geum montanum L. - Benoîte des montagnes
- Geum pentapetalum L. - Benoite à 5 pétales
- Geum pyrenaicum Mill. - Benoîte des Pyrénées
- Geum reptans L. - Benoîte rampante
- Geum rivale L. - Benoîte des ruisseaux
- Geum triflorum Pursh - Benoîte à trois fleurs
- Geum sylvaticum Pourr. - Benoîte des bois
- Geum urbanum L. - Benoîte commune

### Liste de toutes les espèces
- Geum albiflorum
- Geum aleppicum
- Geum andicola
- Geum boliviense
- Geum borisii
- Geum brevicarpellatum
- Geum bulgaricum
- Geum calthifolium
- Geum canadense
- Geum capense
- Geum coccineum
- Geum cockaynei
- Geum divergens
- Geum donianum
- Geum elatum
- Geum fragarioides
- Geum geniculatum
- Geum glaciale
- Geum heterocarpum
- Geum hispidum (pt)
- Geum idahoense
- Geum involucratum
- Geum iranicum
- Geum japonicum
- Geum kokanicum
- Geum laciniatum
- Geum latilobum
- Geum lechlerianum
- Geum leiospermum
- Geum lobatum
- Geum macrophyllum
- Geum macrosepalum
- Geum micropetalum
- Geum molle
- Geum montanum
- Geum peckii
- Geum pentapetalum
- Geum peruvianum
- Geum pusillum
- Geum pyrenaicum
- Geum quellyon
- Geum radiatum
- Geum reptans
- Geum rhodopeum
- Geum rivale
- Geum rossii
- Geum sikkimense
- Geum speciosum
- Geum sylvaticum
- Geum ternatum
- Geum triflorum
- Geum uniflorum
- Geum urbanum
- Geum vernum
- Geum virginianum

#### Nothospecies
- Geum × aurantiacum
- Geum × catlingii
- Geum × cebennense
- Geum × gajewskii
- Geum × gudaricum
- Geum × gajewskii
- Geum × heldreichii
- Geum × intermedium
- Geum × jankae
- Geum × macneillii
- Geum × macranthum
- Geum × montibericum
- Geum × pervale
- Geum × pratense
- Geum × pulchrum
- Geum × rhaeticum
- Geum × sudeticum
- Geum × teszlense
- Geum × thomasianum
- Geum × velenovskyi